# William Y. Anderson
William Yngve Anderson, född 28 juni  1921 Kramfors, död 9 maj 2011, var en svenskfödd amerikansk stridspilot och flygaress under andra världskriget.

## Biografi
Familjen emigrerade från Kramfors i Ångermanland (Västernorrlands län) till Chicago 1922. Efter att Anderson hade gått ut skolan började han arbeta som bilmekaniker. Den 11 september 1941 tog han värvning vid US Army Air Forces (USAAF). Han arbetade först som mekaniker och därefter som pilot sedan han tagit examen 1942. Hans första  flygplan var en Bell P-39 Airacobra. År 1943 råkade han ut för en olycka då motorn exploderade, men han lyckades nödlanda.
Han tillhörde 354th Fighter Group och skickades till Europa i oktober 1943. Han var stationerad i Boxted utanför London. I Europa flög han P-51 Mustang. Han lät skriva Swede’s steed ("Svenskens springare") på alla sina plan. Den 13 april 1944 sköt han ner en Focke-Wulf Fw 190, vilket var hans första officiella luftstridsseger.
Han var med den 6 juni 1944 under Dagen D och hade som uppgift den dagen att försvara transportplanen som landsatte fallskärmstrupper bakom de tyska linjerna. Den 17 juni 1944 sköt han ner en V-1-robot, vilket inte räknades som en luftseger eftersom en robot är obemannad. Den 1 augusti 1944 sköt han ner en Messerschmitt Bf 109. Det var hans femte bekräftade luftstridsseger och han blev därmed - som enda pilot från Sverige - ett flygaress.
Sammanlagt ansvarade han själv för nedskjutningen av sju tyska flygplan, det vill säga helt officiellt erkända nedskjutningar.

## Erkända nedskjutningar
Erkända nedskjutningar:
- 13 april 1944 en Focke-Wulf Fw 190
- 28 maj 1944 en Messerschmitt Bf 109
- 17 juni 1944 en V-1 robot (räknades inte som en luftseger då roboten var förarlös)
- 21 juni 1944 två Messerschmitt Me 410
- 1 augusti 1944 en Messerschmitt Bf 109
- 7 augusti 1944 två Messerschmitt Bf 109

En del flyghistoriker tror att Anderson sköt ner fler. Anderson själv uppgav att han sannolikt vann 9 luftstrider.